# Volkswagen Sedric
Sedric (Aussprache wie „Sedrik“) ist die Bezeichnung für den Prototyp eines selbstfahrenden Autos von Volkswagen-Gruppe, der Journalisten am 6. März 2017 am Genfer Auto-Salon vorgestellt wurde. Der Namen Sedric steht für die Abkürzung des englischen Begriffs Self Driving Car.